# Hannah Hill Kemo Sabe
Hannah Hill Kemo Sabe, surnommé Kemo (né le 8 avril 2005, mort le 18 juillet 2013) est un grand étalon percheron américain noir, né en Pennsylvanie. Il est le 6e étalon percheron importé vers la France afin de permettre une évolution dans la sélection de cette race de chevaux de trait. 
Il meurt précocement en 2013, des suites d'une opération d'hernie inguinale.

## Histoire
Ce cheval naît le 8 avril 2005, à Port Matilda en Pennsylvanie, dans l'élevage géré par Robert et Linda Hall, Hannah Hill Farm,. Il est ensuite vendu en France par l'élevage Pennwoods de Rhonda et Chad Cole, toujours en Pennsylvanie.
Il est surnommé « Kemo »,. Son arrivée en France est annoncée lors de la parade des étalons du Haras national du Pin du 6 mars 2010. Il est le troisième Percheron acquis par la Société Hippique percheronne de France dans le cadre de son partenariat avec l'Institut français du cheval et de l'équitation, et le sixième étalon percheron américain à arriver en France. Cette acquisition a pour but de ramener les qualités de chic, d'allures et de tissus du Percheron américain parmi le cheptel français, afin d'orienter cette race, qui a subi la sélection hippophagique, vers le marché des loisirs.
Kemo arrive sur le sol français le 1er avril 2010, après une quarantaine passée aux États-Unis,. Il est alors présenté au public dans la cour d'honneur du haras du Pin, suscitant de nombreux commentaires relatifs à son charisme et son aspect majestueux,. Devenu la co-propriété de l'Association nationale pour les Étalons Percherons et de la Société hippique percheronne de France,, il saillit ses premières juments françaises en mai de la même année, et est présenté lors des jeudis du Pin pendant toute la saison estivale. Il remporte le quatrième prix des mâles de 4 ans et plus au mondial du Percheron de 2011, dans la catégorie des diligenciers.
En 2011, il est le seul étalon percheron américain présent en France, avec Charlie, un étalon importé par un éleveur de Langeac.
Il meurt le matin du 18 juillet 2013, des suites d'une opération d'hernie inguinale réalisée la veille ; sa mort est enregistrée officiellement le 15 novembre 2013 par l'IFCE.

## Description
Kemo est un étalon de race Percheron de très grande taille, soit 1,82 m ou 1,83 m,. Il présente un type léger, dit « diligencier ». Sa robe est de couleur noire,, avec une combinaison génétique E/E aa (double porteur de l'allèle extension, sans allèle agouti).
Son caractère est réputé agréable envers le public.

## Origines
Kemo descend de deux chefs de race du Percheron, Blackhome Grandeur Lyn (son père), et Pleasant View King (son père de mère),. Sa mère s'appelle Spring Mount's Halley.

## Descendance
La Société Hippique Percheronne de France a fixé le prix de la semence de Kemo à 200 € en 2010, afin de favoriser la diffusion de cet étalon. Il s'est reproduit en insémination artificielle fraîche et par sperme congelé,.
Kemo est notamment le père de Diplomate Calisto et de Dragibus Calisto, deux étalons présents à l'écomusée du Perche.